# DMG Mori Seiki
DMG Mori Seiki (DMG森 精 機 株式会社 DMG Mori Seiki Kabushiki–gaisha), precedentemente chiamata Mori Seiki, è una società giapponese fondata nel 1948 con sede a Tokyo e Nara in Giappone, impegnata principalmente nella produzione e vendita di macchine utensili. È quotata alla borsa di Tokyo.
Con la sua consociata in Germania, la DMG Mori AG, commercializza macchine utensili in tutto il mondo con il marchio DMG Mori.
Nel 2009, ha stretto una partnership con la tedesca Deckel-Maho-Gildemeister (DMG) 
della Gildemeister AG. Nel 2015 ne ha acquisito le quote di maggioranza.
DMG Mori ha siti produttivi in Giappone (Nara Campus, Iga Campus, Taiyo Koki e Magnescale), Germania (Pfronten, Seebach, Bielefeld e Stipshausen), Italia (Bergamo e Tortona), Polonia (Pleszew) e Stati Uniti (Davis). Le sedi in Germania sono gestite dalle società del Gruppo Deckel Maho (Pfronten e Seebach), Gildemeister (Bielefeld) e Sauer (Stipshausen). Le società del Gruppo Gital (Bergamo) e Graziano (Tortona) gestiscono i siti in Italia e Famot (Pleszew) il sito in Polonia. DMG Mori ha anche un partner produttivo in India, Lakshmi Machine Works Limited.